# Attagenus bicolor
Attagenus bicolor es una especie de coleóptero de la familia Dermestidae.

## Distribución geográfica
Habita en Estados Unidos.